# Roman Kosecki
Roman Jacek Kosecki (født 15. februar 1966 i Piaseczno, Polen) er en tidligere polsk fodboldspiller (angriber).
Koseckis karriere strakte sig over 17 år, og blev tilbragt i hele fem forskellige lande. Han var blandt andet tilknyttet Legia Warszawa i hjemlandet, Galatasaray i Tyrkiet samt FC Nantes og Montpellier i Frankrig.
Kosecki spillede desuden 69 kampe og scorede 19 mål for det polske landshold. Hans debutkamp var en venskabskamp mod Rumænien den 6. februar 1988, mens hans sidste opgør i landsholdstrøjen var en EM-kvalifikationskamp 11. oktober 1995 på udebane mod Slovakiet. Start-90'erne var ikke en succesfuld tid for det polske landshold, og Kosecki nåede derfor aldrig at deltage i en slutrunde med landet.